# Euphyia plumbeipennis
Euphyia plumbeipennis är en fjärilsart som beskrevs av Paul Dognin 1914. Euphyia plumbeipennis ingår i släktet Euphyia och familjen mätare. Inga underarter finns listade i Catalogue of Life.